# Лінія 1 (Паризький метрополітен)
Лінія 1 (фр. Ligne 1) — найстаріша лінія Паризького метрополітену, що з'єднує діловий квартал Дефанс та Венсенський ліс. Відкриття перших 8 станцій відбулося 19 липня 1900 року й було приурочине до Всесвітньої виставки, ще 10 станцій були відкриті в серпні-вересні того ж року. Лінія розширювалась також протягом 1934–1937 років, останні дві станції (Ля-Дефанс — Гранд-Арш та Есплянад-де-Ля-Дефанс) відкрилися 1 квітня 1992 року.
Довжина лінії становить 16,6 км, на ній розміщено 25 станцій. Лінія 1 сполучається з 12 лініями метрополітену Парижа, лініями A, B, C, D RER, лініями L, R, U Transilien та лінією 2 паризького трамваю. Лінія 1 є найбільш використовуваною лінією паризького метро, щоденно її послугами користуються 725 тис. пасажирів або 207 млн осіб на рік (2010).

## Історія
- 4 жовтня 1898 — початок робіт зі спорудження лінії.
- 19 липня 1900 — відкриття першої ділянки сполученням Порт-Майо — Порт-де-Венсен.
- 24 березня 1934 — подовження ліній в східному напрямідо станції Шато-де-Венсен.
- 29 квітня 1937 — подовження лінії в західному напрямі до станції Пон-де-Неї.
- 1 квітня 1992 — подовження лінії в західному напрямі до станції Ля-Дефанс — Гранд-Арш.

## Станції

План лінії

| Назва Мовою орігіналу                                    | Комуна             | Дата відкриття    | Пересадки                                               | Примітки |
| -------------------------------------------------------- | ------------------ | ----------------- | ------------------------------------------------------- | -------- |
| Ля-Дефанс — Гранд-Арш La Défence — Grande Arche          | Пюто               | 1 квітня 1992     | (RER) · (A) · [T] · [L] · [U] · (T) · [2]               |          |
| Есплянад-де-Ля-Дефанс Esplanade de la Défence            | Курбевуа, Пюто     | 1 квітня 1992     |                                                         |          |
| Пон-де-Неї Pont de Neuilly                               | Неї-сюр-Сен        | 29 квітня 1937    |                                                         |          |
| Ле-Сабльон Les Sablons                                   | Неї-сюр-Сен        | 29 квітня 1937    |                                                         |          |
| Порт-Майо Porte Maillot                                  | XVI, XVII          | 15 листопада 1936 | (RER) · (C)                                             |          |
| Аржантін Argentine                                       | XVI, XVII          | 1 вересня 1900    |                                                         |          |
| Шарль де Голль — Етуаль Charles de Gaulle — Etoile       | VIII, XVI, XVII    | 1 вересня 1900    | (М) · (2) · (6)                                         |          |
| Георг V George V                                         | VIII               | 13 серпня 1900    |                                                         |          |
| Франклін Д. Рузвельт Franklin D. Roosevelt               | VIII               | 19 липня 1900     | (М) · (9)                                               |          |
| Шанз-Елізе — Клемансо Champs-Élysées — Clemenceau        | VIII               | 19 липня 1900     | (М) · (13)                                              |          |
| Конкорд Concorde                                         | I, VIII            | 13 серпня 1900    | (М) · (2) · (12)                                        |          |
| Тюїльрі Tuileries                                        | I                  | 27 серпня 1900    |                                                         |          |
| Пале-Рояль — Мюзе-дю-Лувр Palais Royal — Musée du Louvre | I                  | 19 липня 1900     | (М) · (7)                                               |          |
| Лувр — Ріволі Louvre — Rivoli                            | I                  | 20 серпня 1900    |                                                         |          |
| Шатле Châtelet                                           | I, IV              | 6 серпня 1900     | (М) · (4) · (7) · (11) · (14) · (RER) · (A) · (B) · (D) |          |
| Отель-де-Віль Hôtel de Ville                             | IV                 | 19 липня 1900     | (М) · (11)                                              |          |
| Сен-Поль Saint-Paul                                      | IV                 | 6 серпня 1900     |                                                         |          |
| Бастій Bastille                                          | IV, XI, XII        | 19 липня 1900     | (М) · (5) · (8)                                         |          |
| Гар-де-Ліон Gare de Lyon                                 | XII                | 6 серпня 1900     | (М) · (14) · (RER) · (A) · (D) · [T] · [R]              |          |
| Реї — Дідро Reuilly — Diderot                            | XII                | 20 серпня 1900    | (М) · (8)                                               |          |
| Насьйон Nation                                           | ХІ, XII            | 20 серпня 1900    | (М) · (2) · (6) · (9) · (RER) · (A)                     |          |
| Порт-де-Венсен Porte de Vincennes                        | ХІІ, ХХ            | 19 липня 1900     |                                                         |          |
| Сен-Манде Saint-Mandé                                    | Сен-Манде          | 24 березня 1934   |                                                         |          |
| Беро Bérault                                             | Сен-Манде, Венсенн | 24 березня 1934   |                                                         |          |
| Шато-де-Венсен Château de Vincennes                      | ХІІ, Венсенн       | 24 березня 1934   |                                                         |          |

## Галерея
| Вхід на станцію Есплянад де ля Дефанс | Метровагон MP 05, що використовуються на лінії | Прибуття потягу на станцію Шатле | Станція Конкорд |